# Ramularia primulae
Ramularia primulae är en svampart som beskrevs av Thüm. 1878. Ramularia primulae ingår i släktet Ramularia och familjen Mycosphaerellaceae.   Inga underarter finns listade i Catalogue of Life.